# Wapen van Bunnik

Het wapen van de gemeente Bunnik.

Het wapen van Bunnik is in 1913 voor het eerst door de Utrechtse gemeente aangevraagd, terwijl deze al in 1857 bestond. In 1857 is de gemeente Bunnik gefuseerd met de gemeente Rhijnauwen. In 1964 is de gemeente gefuseerd met onder andere Odijk, 4 jaar later kreeg de gemeente het huidige wapen, met in de vier kwartieren de drie oude wapens plus het voormalige wapen van de heerlijkheid Amelisweerd.

## Geschiedenis
In 1913 heeft de gemeente Bunnik een aanvraag ingediend voor een wapen waarin drie Franse lelies staan. Twee lelies boven en eentje onder. Dit zou het wapen zijn geweest van Rhijnauwen, dit wapen werd door de Hoge Raad van Adel afgewezen. Hierop zond de gemeente een alternatief in met op het wapen een staande haan. De haan staat in dit wapen voor waakzaamheid. De rand, of zoom, om de haan heen staat symbool voor de forten Rhijnauwen en Vechten.

## Blazoen

Wapen van Bunnik (1913 - 1969)

### Eerste wapen (1913)
Op 11 februari 1913 kreeg de gemeente Bunnik het wapen met het volgende blazoen toegewezen:
In goud een stappende haan van keel en een uitgetande zoom van sabel.
Het wapen vertoont een gouden schild met daarop een rode haan. De rand van het schild is zwart gekarteld. Dit wapen is ten delen opgenomen in het wapen dat de gemeente op 26 september 1969 naar aanleiding van de fusie met Odijk en Werkhoven kreeg.

### Tweede wapen (1969)
Gevierendeeld: I in goud een haan van keel, II in keel een zeilschip van zilver, bemand met een St.Nicolaas van natuurlijke kleur, gekleed van goud en 3 matrozen van natuurlijke kleur, gekleed van azuur, III in keel 3 lelies van goud, IV in azuur een steigerend paard van zilver. Het schild gedekt door een gouden kroon van 3 bladeren en 2 parels en gehouden rechts door een omziende adelaar van sabel, met geopende naar beneden gerichte vlucht, gebekt en gepoot van goud, getongd en genageld van keel; links door een omziende leeuw van goud, getongd en genageld van keel. Het geheel geplaatst op een wit voetstuk.
Het nieuwe wapen is gevierendeeld, met in I (voor de kijker linksboven) een gouden veld met rode haan, in II een rood veld met daarop een zilveren zeilschip met daarin Sint Nicolaas in natuurlijke kleur en gekleed van goud. Bijgaande drie matrozen van natuurlijke kleur en gekleed in blauw. Veld III (voor de kijker linksonder) is rood met daarin drie gouden lelies. Als laatste veld is veld IV blauw van kleur met een zilveren steigerend paard. 

Het schild is gedekt door een gouden kroon van drie bladeren met daartussen twee parels. De schildhouders zijn aan de heraldisch rechter zijde een omziende (van het schild weg kijkende) zwarte adelaar, deze heeft een open bek met rode tong en nagels. De snavel en poten zijn van goud en zijn vleugels zijn naar beneden gericht. De andere schildhouder is een gouden leeuw met rode tong en nagels. Ook de leeuw is omziend. Het geheel is op een wit voetstuk geplaatst.

### Herkomst van de kwartieren
In de heraldiek is het eerste kwartier altijd rechtsboven (voor de kijker linksboven), het tweede kwartier is dat naast, het derde kwartier is rechtsonder (voor de kijker linksonder) en het vierde kwartier is daar weer naast.
De vier kwartieren in het wapen van Bunnik hebben de volgende herkomsten:
1. Het oude wapen van de gemeente Bunnik en het heerlijkheidswapen van Amelisweerd
2. Het officieuze wapen van Odijk
3. Het wapen van het fort Rhijnauwen, en in 1913 het beoogde wapen van Bunnik
4. Het wapen van Werkhoven.

De schildhouders zijn afkomstig van de wapens van Nassau-Odijk en Nassau-Beverweerd.

## Overeenkomstige wapens

Wapen van Rhijnauwen in 1698
Het officieuze wapen van Odijk
Het officieuze wapen van Werkhoven